# Slovan Orbis Praha
Slovan Orbis Praha byl oddíl basketbalu v Tělovýchovné jednotě (TJ) Slovan Praha Orbis se sídlem Praha 4, Nusle, Na Květnici 700/19 (nová Nuselská sokolovna, postavená roku 1925). Založen byl v roce 1948. Spolu s oddíly stolního tenisu a házené navázal na oddíly tělocvičné jednoty Sokol Nusle. Družstvo mužů klubu hrálo "nejvyšší" československou basketbalovou ligu v letech 1956 až 1970, družstvo žen v letech 1951 až 1973. Družstvo mužů vyhrálo nejvyšší československou basketbalovou ligu mužů dvakrát (v letech 1957, 1959), jednou skončilo na druhém a jednou na třetím místě. V nejvyšší československé basketbalové lize žen získalo družstvo žen devět titulů mistra Československa, čtyři druhá a jedno třetí místo. 
Zanikl v roce 1990 po zrušení stávajícího mateřského klubu. Většina oddílů přešla do obnoveného klubu Sokola Nusle, původně založeného v roce 1888 (oddíl basketbalu).

## Trenéři a funkcionáři
K významným trenérům a funkcionářům klubu patří:
- Svatopluk Mrázek • Vladimír Šenkýř • Ludvík Luttna • Vladimír Štěpán • Jaroslav Šíp • Václav Krása

## Družstvo mužů

### FIBA Pohár evropských mistrů v basketbale - Euroliga
Slovan Orbis Praha se zúčastnil dvou ročníků ve FIBA Poháru evropských mistrů a odehrál 10 utkání.
- V ročníku 1958 odehrál 4 zápasy. Postup přes Jonction Ženeva, Švýcarsko (84-54. 2-0), v osmifinálové skupině B (3. místo) po porážkách s Simenthal Milano, Itálie (47-65) a Honvéd Budapešť, Maďarsko (51-62).

- V ročníku 1960 odehrál 6 zápasů. Postup přes Urania Ženeva, Švýcarsko (62-54, 80-74), ve čtvrtfinále GS Chorale Mulsant Roanne, Francie (59-68, 65-52), vyřazeni až v semifinále od ASK Riga, Lotyšsko (55-81, 59-69).

### Hráči klubu včeskoslovenské reprezentaci
V reprezentačním družstvu Československa hráli tito hráči klubu:
- Jaroslav Šíp • Miroslav Škeřík • Jaroslav Tetiva • Zdeněk Rylich • Bohuslav Rylich • Jiří Matoušek • Jiří Tetiva

### Úspěchy družstva mužů
- 2x Mistr Československa - 1957, 1959, 1x vicemistr (1958), 3. místo (1961)
- Pohár evropských mistrů 1960, účast v semifinále, mezi 4 nejlepšími týmy Evropy.
- účast v 1. lize 1956-1967, 1968-1970; celkem 13 ročníků ligy, 328 zápasů, 199 vítězství, 129 porážek

### Umístění v jednotlivých sezonách
Stručný přehled
Zdroj: 
- 1956–1967: 1. liga (1. ligová úroveň v Československu)
- 1968–1970: 1. liga (1. ligová úroveň v Československu)

Jednotlivé ročníky
Zdroj: 
Legenda: ZČ - základní část, červené podbarvení - sestup, zelené podbarvení - postup, fialové podbarvení - reorganizace, změna skupiny či soutěže
| Československo (1956 – 1970) |         |           |           |                                       |          |
| Sezóny                       | Soutěž  | Úroveň    | ZČ        | Play-off, nadstavba, sk. o udržení... | Poznámky |
| 1956/57                      | 1. liga | 1. úroveň | 1. místo  |                                       |          |
| 1957/58                      | 1. liga | 1. úroveň | 2. místo  |                                       |          |
| 1958/59                      | 1. liga | 1. úroveň | 1. místo  |                                       |          |
| 1959/60                      | 1. liga | 1. úroveň | 4. místo  |                                       |          |
| 1960/61                      | 1. liga | 1. úroveň | 3. místo  |                                       |          |
| 1961/62                      | 1. liga | 1. úroveň | 4. místo  |                                       |          |
| 1962/63                      | 1. liga | 1. úroveň | 5. místo  |                                       |          |
| 1963/64                      | 1. liga | 1. úroveň | 5. místo  |                                       |          |
| 1964/65                      | 1. liga | 1. úroveň | 4. místo  |                                       |          |
| 1965/66                      | 1. liga | 1. úroveň | 9. místo  |                                       |          |
| 1966/67                      | 1. liga | 1. úroveň | 10. místo |                                       | Sestup   |
| ...                          |         |           |           |                                       |          |
| 1968/69                      | 1. liga | 1. úroveň | 9. místo  |                                       |          |
| 1969/70                      | 1. liga | 1. úroveň | 10. místo |                                       | Sestup   |

## Družstvo žen

### FIBA Pohár evropských mistrů v basketbale - Euroliga žen
Slovan Orbis Praha se zúčastnil šesti ročníků ve FIBA Poháru evropských mistrů v basketbale žen a odehrál 40 utkání, z toho 26 vítězných a 14 porážek.
- v ročníku 1960 odehrál 4 zápasy. Postup ve čtvrtfinále přes Lokomotiv Sofia, Bulharsko (71-54, 57-64), v semifinále vyřazeni od Daugava Riga, Lotyšsko (70-75, 46-57), která byla vítězem tohoto ročníku soutěže.
- v ročníku 1961 odehrál 8 zápasů. Postup přes Chene Basket Ženeva, Švýcarsko (bez boje 2-0, 2-0), ve čtvrtfinále CSC Casablanca, Maroko (80-42, 56-26), v semifinále Akademik Sofia, Bulharsko (63-52, 66-72), prohra až ve finále s Daugava Riga, Lotyšsko (77-76, 37-72).
- v ročníku 1962 odehrál 6 zápasů. Postup přes Meteor Budapest, Maďarsko (59-43, 60-59), ve čtvrtfinále TV Augsburg Německo (86-33, 84-43), v semifinále vyřazeni od Daugava Riga, Lotyšsko (54-52, 44-72), která byla opět vítězem tohoto ročníku soutěže.
- v ročníku 1963 odehrál 8 zápasů. Postup přes USC Istanbul, Turecko (bez boje 2-0, 2-0), ve čtvrtfinále Benfica de Lubango, Portugalsko (87-32, 81-30), v semifinále MTK Budapest, Maďarsko (69-50, 61-68), prohra až ve finále se Slavia Sofia, Bulharsko (57-52, 49-60).
- v ročníku 1965 odehrál 6 zápasů. Postup přes SG Chemie Halle, NDR (74-63, 65-51), ve čtvrtfinále Radnicki Bělehrad, Jugoslávie (73-66, 63-59), v semifinále vyřazeni od Slavia Sofia, Bulharsko (60-57, 44-57).
- v ročníku 1966 odehrál 8 zápasů. Postup přes DHFK Lipsko, NDR (73-55, 56-73), ve čtvrtfinále Maccabi Tel-Aviv, Izrael (51-25, 55-39), v semifinále Slavia Sofia, Bulharsko (67-52, 51-65), prohra až ve finále s Daugava Riga, Lotyšsko (56-73, 39-62), která byla opět vítězem tohoto ročníku soutěže.

### Hráčky klubu včeskoslovenské reprezentaci žen
V reprezentačním družstvu Československa hrály tyto hráčky klubu:
- Dagmar Hubálková • Helena Adamírová-Mázlová • Hana Myslilová-Havlíková • Jaroslava Dubská-Čechová • Eva Křížová-Dobiášová • Zdeňka Kočandrlová-Moutelíková • Stanislava Theissigová-Hubálková • Vlasta Brožová-Šourková • Věra Štechrová-Koťátková

### Úspěchy družstva žen
- 9x Mistr Československa - 1954, 1956, 1959-1962, 1964, 1965, 4x vicemistr - 1955, 1958, 1963, 1967, 3. místo - 1953
- Pohár evropských mistrů, 3x účast ve dinále a 2. místo (1961, 1963, 1966), 3x v semifinále, mezi 4 nejlepšími týmy Evropy (1960, 1962, 1965).
- účast v 1. lize 1952-1974 celkem 22 ročníků ligy, 469 zápasů, 339 vítězství, 130 porážek, skóre celkem 32 750-26 147
- umístění: 9x 1. místo (1954, 1956, 1959-1962, 1964, 1965) a 4x vicemistr (1955, 1958, 1963, 1967), 3. místo (1953), 4. místo (1968), 3x 5. místo (1952, 1966, 1969), 6. místo (1970), 2x 10. místo (1971, 1972), 12. místo (1973)
- 1956-1959 se zúčastnilo 1. ligy též "B" družstvo klubu a skončilo na 7. místě (1957), 10. (1958) a 12. (1959)

### Umístění v jednotlivých sezonách
Stručný přehled
Zdroj: 
- 1952–1955: Mistrovství Československa (1. ligová úroveň v Československu)
- 1955–1972: 1. liga (1. ligová úroveň v Československu)
- 1973–1974: 1. liga (1. ligová úroveň v Československu)

Jednotlivé ročníky
Zdroj: 
Legenda: ZČ - základní část, červené podbarvení - sestup, zelené podbarvení - postup, fialové podbarvení - reorganizace, změna skupiny či soutěže
| Československo (1952 – 1974) |                            |           |           |                                       |              |
| Sezóny                       | Soutěž                     | Úroveň    | ZČ        | Play-off, nadstavba, sk. o udržení... | Poznámky     |
| 1952                         | Mistrovství Československa | 1. úroveň | 5. místo  |                                       |              |
| 1953                         | Mistrovství Československa | 1. úroveň | 3. místo  |                                       |              |
| 1953/54                      | Mistrovství Československa | 1. úroveň | 1. místo  |                                       |              |
| 1954/55                      | Mistrovství Československa | 1. úroveň | 2. místo  |                                       | Reorganizace |
| 1955/56                      | 1. liga                    | 1. úroveň | 1. místo  |                                       |              |
| 1956/57                      | 1. liga                    | 1. úroveň | 1. místo  |                                       |              |
| 1957/58                      | 1. liga                    | 1. úroveň | 2. místo  |                                       |              |
| 1958/59                      | 1. liga                    | 1. úroveň | 1. místo  |                                       |              |
| 1959/60                      | 1. liga                    | 1. úroveň | 1. místo  |                                       |              |
| 1960/61                      | 1. liga                    | 1. úroveň | 1. místo  |                                       |              |
| 1961/62                      | 1. liga                    | 1. úroveň | 1. místo  |                                       |              |
| 1962/63                      | 1. liga                    | 1. úroveň | 2. místo  |                                       |              |
| 1963/64                      | 1. liga                    | 1. úroveň | 1. místo  |                                       |              |
| 1964/65                      | 1. liga                    | 1. úroveň | 1. místo  |                                       |              |
| 1965/66                      | 1. liga                    | 1. úroveň | 5. místo  |                                       |              |
| 1966/67                      | 1. liga                    | 1. úroveň | 2. místo  |                                       |              |
| 1967/68                      | 1. liga                    | 1. úroveň | 4. místo  |                                       |              |
| 1968/69                      | 1. liga                    | 1. úroveň | 5. místo  |                                       |              |
| 1969/70                      | 1. liga                    | 1. úroveň | 6. místo  |                                       |              |
| 1970/71                      | 1. liga                    | 1. úroveň | 10. místo |                                       |              |
| 1971/72                      | 1. liga                    | 1. úroveň | 10. místo |                                       | Sestup       |
| ...                          |                            |           |           |                                       |              |
| 1973/74                      | 1. liga                    | 1. úroveň | 12. místo |                                       | Sestup       |